# Tisbury (Massachusetts)
Tisbury – miasto (town) w hrabstwie Dukes, w stanie Massachusetts, w Stanach Zjednoczonych, położone na wyspie Martha’s Vineyard, nad cieśniną Vineyard Sound, ok. 110 km na południe od Bostonu. W 2009 roku miasto liczyło 3916 mieszkańców. 
Miasto zostało założone w 1671 roku, początkowo podlegając prowincji Nowy Jork, a od 1673 Massachusetts. Jego nazwa pochodzi od miasta Tisbury w Anglii. W przeszłości miejscowość znana była także pod nazwą Holmes Hole. W 1892 roku miasto zostało podzielone na dwie części – Tisbury oraz West Tisbury.
Na terenie miasta dla celów spisu powszechnego wytyczona jest jednostka osadnicza (census-designated place) Vineyard Haven, której nazwa często jest stosowana wymiennie z Tisbury w odniesieniu do całej miejscowości.
W mieście funkcjonuje przystań promowa, zapewniająca łączność pomiędzy wyspą Martha’s Vineyard a kontynentem.